# Condado de Ritchie
O Condado de Ritchie é um dos 55 condados do estado norte-americano da Virgínia Ocidental. A sede do condado é Harrisville, que é também a sua maior cidade. O condado tem uma área de 1176 km² (dos quais 1 km² está coberto por água), uma população de 10 343 habitantes, e uma densidade populacional de 9 hab/km² (segundo o censo nacional de 2000). O condado foi fundado em 1843 e recebeu o seu nome em homenagem a Thomas Ritchie (1778-1854), jornalista.